# Ypsilon1 Cassiopeiae
Ypsilon1 Cassiopeiae (υ1  Cassiopeiae , förkortat Ypsilon1 Cas, υ1 Cas) som är stjärnans Bayerbeteckning, är en visuell dubbelstjärna belägen i mellersta delen av stjärnbilden Cassiopeja. Den har en skenbar magnitud på 4,82 och är svagt synlig för blotta ögat. Baserat på parallaxmätning inom Hipparcosuppdraget på ca 10 mas, beräknas den befinna sig på ett avstånd av ca 330 ljusår (101 parsek) från solen.

## Egenskaper
Ypsilon1 Cassiopeiae är en orange till röd jättestjärna av spektralklass K2 III. Åldern är uppskattad till 4,75 miljarder år och stjärnan har börjat generera energi genom fusion av helium i sin kärna. Den uppmätta vinkeldiametern, efter korrektion för randfördunkling, är 1,97 ± 0,02 mas.
Ypsilon1 Cassiopeiae har en massa som är 1,39 gånger solens massa och en radie som är omkring 21 gånger solens. Den utsänder från dess expanderade fotosfär ca 174 gånger mer energi än solen vid en effektiv temperatur på ca 4 422 K.[5]
I konstellationen ingår en visuell följeslagare med skenbar magnitud på 12,50 med en vinkelseparation, från och med 2003, på 17,80 bågsekunder vid en positionsvinkel på 61°. En mer avlägsen följeslagare av magnitud 12,89 ligger med en separation av 93,30 bågssekunder vid en positionsvinkel på 125°. Ingen stjärna verkar vara fysiskt förbunden med υ1 Cas.